# الرصيدة
الرصيدة قرية سعودية، تتبع محافظة وادي الفرع التابعة لإمارة منطقة المدينة المنورة. تقع في جنوب المدينة المنورة، وتبعد عنها قرابة 110كم.